# La Coupe Stanley
Pour les articles homonymes, voir Coupe Stanley.
La Coupe Stanley (Stanley's Cup en version originale) est le quatorzième et dernier épisode de la dixième saison de la série animée South Park, ainsi que le 153e épisode de l'émission.

## Synopsis
Stan perd son travail de livreur de journaux et surtout il perd son précieux vélo. Une dette avec le comté l'oblige à rechercher un autre emploi. Il devient donc entraîneur de l'équipe poussin de hockey. Randy Marsh est étonné car plus jeune, Stan n'avait pas pu marquer un point décisif, mais ce dernier ne s'en souvient plus. Stan rencontre son équipe. L'un des enfants, Nelson, a un cancer. Il semble que son sort soit lié aux parties livrées par Stan et son équipe.